# Дубове (пункт контролю)
47°26′17″ пн. ш. 29°16′39″ сх. д. / 47.43806° пн. ш. 29.27750° сх. д.
Ду́бове — пункт пропуску через Державний кордон України на кордоні з Молдовою (невизнана республіка Придністров'я).
Розташований в Одеській області, Окнянський район, в однойменному селі на автошляху місцевого значення. Із молдавського боку розташований пункт пропуску «Дубеу» у селі Дубове, Дубоссарський район, на автошляху місцевого значення до перетину з E584.
Вид пункту пропуску — автомобільний. Статус пункту пропуску — місцевий з 7.00 до 20.00. 
Характер перевезень — пасажирський.
Судячи із відсутності даних про пункт пропуску «Дубове» на сайті МОЗ, очевидно пункт може здійснювати тільки радіологічний, митний та прикордонний контроль.